# Oltacola
Sous-famille
Genre
Oltacola, unique représentant de la sous-famille des Oltacolinae, est un genre de solifuges de la famille des Ammotrechidae.

## Distribution
Les espèces de ce genre sont endémiques d'Argentine.

## Liste des espèces
Selon Solifuges of the World (version 1.0) :
- Oltacola chacoensis Roewer, 1934
- Oltacola goetschi Lawatsch, 1944
- Oltacola gomezi Roewer, 1934
- Oltacola mendocina Mello-Leitão, 1938

## Publication originale
- Roewer, 1934 : Solifuga, Palpigrada. Dr. H.G. Bronn's Klassen und Ordnungen des Thier-Reichs, wissenschaftlich dargestellt in Wort und Bild. Akademische Verlagsgesellschaft M. B. H., Leipzig. Fünfter Band: Arthropoda; IV. Abeitlung: Arachnoidea und kleinere ihnen nahegestellte Arthropodengruppen, vol. 4, p. 1-723 (texte intégral).